# Kolo (Vučitrn)
Pour les articles homonymes, voir Kolo et Köllé (homonymie).
Kollë en albanais et Kolo en serbe latin (en serbe cyrillique : Коло) est une localité du Kosovo située dans la commune/municipalité de Vushtrri/Vučitrn et dans le district de Mitrovicë/Kosovska Mitrovica. Selon le recensement kosovar de 2011, elle compte 554 habitants, tous albanais.

## Démographie

### Évolution historique de la population dans la localité
| 1948 | 1953 | 1961 | 1971 | 1981 | 1991 | 2011 |
| ---- | ---- | ---- | ---- | ---- | ---- | ---- |
| 308  | 370  | 398  | 500  | 516  | 642  | 554  |

|  |